# Kolti Helga
Kolti Helga (Baja, 1965. november 1. –) magyar színésznő, rendező, színházigazgató, projektmenedzser.

## Életpályája
Fogékonysága az előadóművészetek iránt már általános iskolás korában kiderült. Gyakran járt szavalóversenyekre, ahol szép eredményeket ért el. A III. Béla Gimnázium elvégzése után jelentkezett a Színház- és Filmművészeti Főiskolára, ahová elsőre fel is vették. Huszti Péter és Kerényi Imre osztályában diplomázott 1988-ban. A főiskola után először a Veszprémi Petőfi Színház színésze lett, majd a Szegedi Nemzeti Színház társulatához szegődött. 1989-ben alapító tagja a Független Színpadnak, ahol 1993-ig játszott. 1993-tól újra a Veszprémi Petőfi Színház tagja lett, 1998-ban alapító tagja a székesfehérvári Vörösmarty Színháznak. A veszprémi színház megbízott igazgatói tisztségét is ellátta 2000 és 2005 között. 2005 után újra színészként dolgozott, majd szabadúszó művész lett. 2010-ben az Echo TV programigazgatója, szerkesztő-műsorvezetője. 2011. május 16-tól a Szentendrei Kulturális Központ Nonprofit Kft. (Szentendrei Teátrum) ügyvezető igazgatója. 2013-tól vendégművész a Budapesti Operettszínházban. 2014-től a Színház és Film Intézet Nonprofit Kft. és a Színház- és Filmművészeti Szakközépiskola igazgatóhelyettese és tanára, majd tantestületi vezetője.
Színészi pályája mellett oktatással is foglalkozik. 1992–1993-ban a Független Színpad stúdiójában volt beszédtanár, majd 1993-tól a Veszprémi Egyetemen oktatott retorikát és kommunikációt, óraadó tanárként. 1994–1996 között a Szárnypróba Stúdióban 7-12 éves gyerekek, 1996–1998 között a Pillanat Színház Csoportban 17 év feletti fiatalok számára tanított önismereti gyakorlatokat, kreativitás fejlesztést, drámapedagógiát. 2005-től a Pannon Egyetemen működő Egyetem TV tagjaival foglalkozott.
2005-ben álmodta meg és hívta életre a Versünnep Fesztivált. A fesztivál hátterét a Versünnep Alapítvány biztosítja. Az alapítványt Hittig Gusztáv hozta létre. Kolti Helga az alapítvány kuratóriumának elnöke.
2004-ben az ukrajnai Herszonban, egy nemzetközi színházi fesztiválon a legjobb női főszereplő díját nyerte el, Forgách András: Tercett című darabjában nyújtott alakításáért. 2007 januárjában a Magyar Kultúra Lovagja címmel tüntették ki.
2010. augusztus 28-án Veszprém Városért Arany Érdemrend elismerésben részesülte a Jávor Pál Nemzeti Cigányzenekar létrehozásáért.
2012. augusztus 31-én „A legjobb női mellékszereplő” díját nyerte el a Magyar Teátrum Nyári Fesztiválján.
A Jávor Pál Nemzeti Cigányzenekar művészeti vezetője. 2020-tól a Déryné Program projektvezetője.

## Színpadi szerepei
A Színházi adattárban regisztrált bemutatóinak száma: 58; ugyanitt tíz fotón és egy színházi felvételen is látható.
- Eugène Ionesco: A kopasz énekesnő (Mrs. Martin)
- William Shakespeare: A makrancos hölgy (Katalin)
- Molière: A mizantróp (Arsinoé)
- Presser Gábor-Sztevanovity Dusán: A padlás (Kölyök szellem, 330 éves)
- Matei Vişniec: A pandamedvék története, amiként azt a szaxofonos... (A Nő)
- Békeffy István: A régi nyár (Zsuzsi)
- Bertolt Brecht: A szecsuáni jólélek
- Sütő András: A szúzai menyegző (Szuzia, perzsa lány)
- Molnár Ferenc: A testőr (A színésznő)
- Tennessee Williams: A vágy villamosa (Stella Kowalski)
- William Shakespeare: A windsori víg nők (Page-né)
- Vajda Katalin: Anconai szerelmesek
- Friedrich Schiller: Ármány és szerelem (Lujza Miller; Lady Milford)
- Jókai Mór: Az arany ember (Tereza)
- Madách Imre: Az ember tragédiája (Éva)
- William Shakespeare: A makrancos hölgy, avagy hogyan szelídítsünk komisz nőt (Katalin, a makrancos)
- Molnár Ferenc: Az üvegcipő (Irma)
- Kiss Anna: Basarózsák (Bába)
- Huszka Jenő: Bob herceg (Viktória hercegnő)
- Gyurkovics Tibor: Boldogháza (Bata Kata)
- Thuróczy Katalin: Carletto (Zenetta, fogadósné)
- Vörösmarty Mihály: Csongor és Tünde (Mirigy)
- Molière: Dandin György (Angélique)
- Csemer Géza: Dankó Pista (Fratla Vilma)
- Shalom An-Ski: Dybuk (Gitel)
- Georges Feydeau: Egy hölgy a Maximból (Gabriella)
- Pierre-Augustin Caron de Beaumarchais: Figaro házassága (Grófné)
- Anton Pavlovics Csehov: Három nővér (Mása; Natalja Ivanovna)
- William Shakespeare: Hazatérés Dániába (Gertrud)
- Sík Sándor: István király (Ilona)
- Friedrich Dürrenmatt: János király (Angouleme Izabella)
- Molnár Ferenc: Játék a kastélyban (Annie)
- Fejes Endre-Presser Gábor: Jó estét nyár, jó estét szerelem (Édes; Krisz; Nő)
- Bernard Slade: Jövőre, veled, ugyanitt (Doris)
- Szörényi Levente-Bródy János: Kőműves Kelemen (Anna)
- Kornis Mihály: Körmagyar (A fiatalasszony; Színésznő)
- Edward Bond: Lear (Bodice)
- William Shakespeare: Lear király (Cordelia)
- Szigligeti Ede: Liliomfi (Kamilla kisasszony)
- James Kirkwood-Nicholas Dante: Michael Bennett emlékére (Maggie)
- Mihail Sebastian: Névtelen csillag (Ismeretlen nő)
- Nóti Károly: Nyitott ablak (Gréti)
- Szophoklész: Oidipusz király
- Molnár Ferenc: Olympia (Olympia, özv. Orsilini hercegné)
- Garaczi László: Ovibrader
- William Shakespeare: Rómeó és Júlia (Júlia)
- Kodály Zoltán: Székely fonó
- Carlo Goldoni: Szmirnai komédiások (Annina, színésznő)
- Molière: Tartuffe (Elmira)
- Forgách András: Tercett (Janka)
- Szophoklész: Oidipusz Kolónoszban (Antigoné)
- O. Szabó István: Tudsz-e még világul? (A leány)
- William Shakespeare: Vízkereszt, vagy amit akartok (Viola)
- Garaczi László: Emke – Wassermann Móriczné;
- Molière: A Mizantrop – Arsinoe;
- Vajda: Szerelmek az égből - Anya, Mary
- Belinszki-Gulyás: Holle anyó – Mostoha
- Lehár Ferenc: A mosoly országa – Amália grófnő
- Tolcsvay László - Müller Péter - Müller Péter Sziámi: Isten pénze – Dilberné

## Rendezései
- Balogh Róbert: Távol
- Zelei Miklós: Situs Inversus
- Mark Ravenhill: Soping end fáking
- Jaia Fiastri - Weinberger Attila: Páros hármas

## Tévéfilmek
- Fürkész történetei (1983)
- Napló szerelmeimnek (1987)
- Béketárgyalás, avagy az évszázad csütörtökig tart (1989)
- Birtokos eset (1989)
- Ámbár tanár úr (1998)

## Díjai, elismerései
- Legjobb női főszereplő (Herszon, 2004)
- A Magyar Kultúra Lovagja (2007)
- Veszprém Megyei Jogú Város Önkormányzata - Arany Emlékérem (2010)
- Vízi Szarvas Díj - Legjobb női mellékszereplő (2012) Magyar Teátrum Nyári Fesztivál